# 泛民區選聯盟 (2007年)
泛民區選聯盟是香港泛民主派（泛民）協調出來，使用統一口號和標誌出選香港2007年區議會選舉的一個團隊。

## 組成原因及經過
在2007年年中，泛民主派已經著手協調區議會選舉中各選區的泛民候選人出選名單，令每一選區盡量都有泛民的候選人，亦希望每一選區只有一名泛民的候選人，以不會出現「自己人打自己人」的情況出現。
在2007年7月4日，泛民主派完成初步的出選選區分配合作，民主黨將會出選近三分之一的選區。他們希望在每一個選區至少有一名成員參選。另外，泛民主派將會統一地以「民主」的圖標及「泛民區選聯盟」作為「團隊」競選，讓選民可以清晰地知道候選人是屬於真正泛民主派，因為今屆多了很多自稱民主派的人參選，此舉可防止有自稱民主派的人混水摸魚。但大約十數個選區仍然尚待協調。其中，社會民主連線對結果不甚滿意。
2007年8月21日，泛民主派的成員召開會議，宣佈泛民主派在每個選區只會派出一名成員來參選，以免票源分散。
2007年9月23日，泛民主派召開記者會表示出選區的分配工作完成，只有7個選區會出現民主派對民主派的情況出現，多數是公民黨對社民連，是自1980年代最少民主派對民主派的一次。

## 組成
泛民區選聯盟由10個及獨立泛民主派的候選人組成，包括：
- 公民黨：42人
- 民主黨：109人(當中1人不以民主黨名義參選)
- 社民連：31人(當中1人提名無效)
- 民協：37人
- 前綫：15人
- 街工：5人
- 職工盟：3人(當中1人不以職工盟名義參選)
- 公民起動：2人
- 民主動力：2人
- 民主陣線：11人
- 獨立泛民主派：41人

共296人參選。

## 結果
泛民區選聯盟在選舉中共取得108席，佔區議會民選議員405席中大約26%，整體當選率為36.4%。
- 民主黨：59人當選，當選率為54.6%
- 公民黨：8人當選，當選率為19%
- 社民連：6人當選，當選率為20%
- 民協：17人當選，當選率為45.9%
- 前綫：3人當選，當選率為20%
- 街工：4人當選，當選率為80%
- 職工盟：0人當選，當選率為0%
- 公民起動：0人當選，當選率為0%
- 民主動力：0人當選，當選率為0%
- 民主陣線：1人當選，當選率為9%
- 獨立泛民主派：10人當選，當選率為24.3%

## 2007年全體泛民區選聯盟名單
中西區
- A01	中環		阮品強
- A02	半山東		陳淑怡
- A03	衛城		鄭麗琼
- A04	山頂		陳淑莊
- A05	大學            余文端
- A06	堅摩	        莊榮輝
- A07	觀龍	        /
- A08	西環		/
- A09	寶翠		楊浩然
- A10	石塘咀		嚴家榮
- A11	西營盤		黎國雄
- A12	上環		甘乃威
- A13	東華		何俊麒
- A14	正街		李國銓
- A15	水街		黃堅成

灣仔區
- B01     軒尼詩		/
- B02     愛羣		/
- B03     鵝頸		/
- B04     銅鑼灣		/
- B05     大坑		李慶偉
- B06     渣甸山		/
- B07     樂活		麥國風
- B08     跑馬地		林雨陽
- B09     司徒拔道	司馬文
- B10     修頓		魏基樂
- B11     大佛口	        陳小萍

東區
- C01     太古城西	趙家賢
- C02     太古城東	曹漢光
- C03     鯉景灣	        周穆標
- C04     愛秩序灣	李建賢
- C05     筲箕灣	         /
- C06     阿公岩          /
- C07     杏花邨	        /
- C08     翠灣		古桂耀
- C09     欣藍		朱偉祖
- C10     小西灣		甄順群
- C11     景怡		陳耀德
- C12     環翠		/
- C13     翡翠		黎志強
- C14     柏架山		/
- C15     寶馬山		老元浩
- C16     天后	        陳建國
- C17     炮台山		雷淑穗
- C18     維園  		/
- C19     城市花園	陳家明
- C20     和富		/
- C21     堡壘		/
- C22     錦屏		/
- C23     丹拿		李汝大
- C24     健康村		/
- C25     鰂魚涌		黃健偉
- C26     南豐		梁淑楨
- C27     康怡		陳啟遠
- C28     康山		梁兆新
- C29     興東		/
- C30     西灣河		/
- C31     下耀東		黃生鑫
- C32     上耀東		/
- C33     興民		張尚明
- C34     樂康		曾健成
- C35     翠德		/
- C36     漁灣		陳裕南
- C37     佳曉	        /

南區
- D01      香港仔	/
- D02      鴨脷洲	/
- D03      鴨脷洲北	/
- D04      利東一	/
- D05      利東二	羅健熙
- D06      海怡東	魏偉宏
- D07      海怡西        馮煒光
- D08      華貴		楊小壁
- D09      華富一        /
- D10      華富二	柴文瀚
- D11      薄扶林	/
- D12      置富		祁梅娟
- D13      田灣		/
- D14      石漁		/
- D15      黃竹坑	徐遠華
- D16      海灣		/
- D17      赤柱及石澳	/

油尖旺區
- E01      尖沙咀西	陳健成
- E02      佐敦東	李漢強
- E03      佐敦西	廖能富
- E04      油麻地	吳寶珊
- E05      富榮		黎麗霞
- E06      旺角西	許德亮
- E07      富柏	        黎自立
- E08      櫻桃		 林浩揚
- E09      大角咀南	秦寶山
- E10      大角咀北	陳文佑
- E11      大南		麥偉明
- E12      旺角北	葉樹安
- E13      旺角東	/
- E14      旺角南	張錦雄
- E15      京士柏	王樹球
- E16      尖沙咀東	李偉儀

深水埗區
- F01     寶麗		梁有方
- F02     長沙灣		蘇梓榮
- F03     南昌北	        梁欐         梁漢華
- F04     石硤尾及南昌東	譚國僑
- F05     南昌南		/
- F06     南昌中         張志強
- F07     南昌西	        衛煥南
- F08     富昌		黎慧蘭
- F09     麗閣		馮檢基
- F10     幸福		覃德誠
- F11     荔枝角南	黃志勇
- F12     美孚南		王德全
- F13     美孚中		譚國雄
- F14     美孚北		/
- F15     荔枝角北	莊志達
- F16     元州及蘇屋	劉惠德
- F17     李鄭屋		官世亮
- F18     下白田  	甄啟榮
- F19     又一村		梁錦滔
- F20     南山、大坑東及大坑西 王桂雲
- F21     龍坪及上白田	吳美

九龍城區
- G01     馬頭圍		莫嘉嫻
- G02     馬坑涌		楊振宇
- G03     馬頭角	        鄧志盈
- G04     樂民		區嘉誠
- G05     常樂		蔡麗玲
- G06     何文田         伍精民
- G07     嘉道理	        蕭亮聲
- G08     太子		/
- G09     九龍塘		唐右天
- G10     龍城		李健勤
- G11     啟德		廖成利
- G12     海心		林健文
- G13     土瓜灣北	鄭觀文
- G14     土瓜灣南	潘志文
- G15     鶴園海逸	黃瑞紅
- G16     黃埔東	        陳家偉
- G17     黃埔西		陳松光
- G18     紅磡灣  	張漢揚
- G19     紅磡		任國棟
- G20     家維		劉定邦
- G21     愛民		陳麗君
- G22     愛俊		陳友昌

黃大仙區
- H01     龍趣		/
- H02     龍下	        郭秀英
- H03     龍上	        /
- H04     鳳凰		翁洛興
- H05     鳳德           黃順賢
- H06     龍星           譚香文
- H07     新蒲崗	        /
- H08     東頭		呂永基
- H09     東美		莫應帆
- H10     樂富		羅照輝
- H11     橫頭磡		/
- H12     天強		黃鶴嗚
- H13     翠竹及鵬程	/
- H14     竹園南		許錦成
- H15     竹園北		陶君行
- H16     慈雲西	        譚月萍
- H17     正愛		鄭駿唯
- H18     正安  		黃逸旭
- H19     慈雲東	        曾淑儀
- H20     瓊富		胡志偉
- H21     彩雲東		黃國桐
- H22     彩雲南		陳利成
- H23     彩雲西		徐百弟
- H24     池彩		徐維奇
- H25     彩虹		/

觀塘區
- J01     觀塘中心	/
- J02     九龍灣		/
- J03     啟業	        /
- J04     麗晶		王偉明
- J05     坪石		余冠威
- J06     佐敦谷	        黃偉達
- J07     順天		何偉途
- J08     雙順		羅俊毅
- J09     安利		/
- J10     寶達		蘇家豪
- J11     秀茂坪北	陳國光
- J12     曉麗		/
- J13     秀茂坪南	張偉龍
- J14     興田		陳汶堅
- J15     藍田	        余秀珍
- J16     廣德		/
- J17     平田  		陳昌
- J18     柏雅		/
- J19     油塘東		謝淑珍
- J20     油塘中		/
- J21    油塘西		/
- J22     麗港城		/
- J23     景田		/
- J24     翠屏南		關志健   陳寶瑩
- J25     翠屏北		/
- J26     寶樂		/
- J27     月華		計明華
- J29     協康		姜新華
- J30     康樂		/
- J31     定安		黃啟明
- J32     牛頭角		/
- J33     淘大		/
- J34     樂華北		楊國雄
- J35     樂華南		/

荃灣區
- K01      德華		鄺國全
- K02      楊屋道	/
- K03      海濱		羅家麒
- K04      祈德尊	陳惠蘭
- K05      福來		趙葭甫
- K06      愉景		王銳德
- K07      荃灣中心       /
- K08      荃威		李大貴
- K09      麗濤		/
- K10      麗興		陳偉業
- K11      荃灣郊區西	/
- K12      荃灣郊區東	/
- K13      綠楊		陳嘉樂
- K14      梨木樹東	陳琬琛
- K15      梨木樹西	黃家華     林超倫
- K16      石圍角	莫子傑
- K17      象石   	蔡子民

屯門區
- L01     屯門市中心	馬旗
- L02     兆置		林頌鎧
- L03     兆翠	        盧民漢
- L04     安定		江鳳儀
- L05     友愛南		蔣月蘭
- L06     友愛北          林立
- L07     翠興	        /
- L08     山景		/
- L09     景興		/
- L10     興澤		李子康
- L11     新墟		馬玉妹
- L12     三聖		黃曉楓
- L13     恆福		朱順雅
- L14     富新		戴賢招
- L15     悅湖		官東榮
- L16     兆禧	        嚴天生
- L17     湖景		/
- L18     蝴蝶  		楊智恆
- L19     樂翠		何俊仁
- L20     龍門		黃朗坤
- L21     新景		黃麗嫦
- L22     良景		唐偉強
- L23     田景		蘇耀坤
- L24     寶田		李錦添
- L25     建生		胡可仁
- L26     兆康		陳樹英
- L27     景峰		何杏梅
- L28     富泰		方麗雯
- L29     屯門鄉郊	許智峯

元朗區
- M01     豐年		黃彩媚
- M02     水邊		/
- M03     南屏	        黃偉賢
- M04     北朗		鄺俊宇
- M05     元朗中心	麥永光
- M06     鳳翔            麥業成
- M07     十八鄉北	 /
- M08     十八鄉南	/
- M09     屏山南		/
- M10     屏山北		/
- M11     廈村		/
- M12     天盛		陳偉文
- M13     瑞愛		鄭志明
- M14     瑞華		/
- M15     頌華		廖任
- M16     悅恩	        陳志成
- M17     富恩		鄺智揚
- M18     逸澤  		郭慶平
- M19     天恆		王少嫺
- M20     宏逸		張賢登
- M21     嘉湖北		朱祖恩
- M22     嘉湖南		張國慶
- M23     天耀		冼上智
- M24     慈祐		 陳美蓮
- M25     錦繡花園	/
- M26     新田		/
- M27     錦田		/
- M28     八鄉北		甘天成
- M29     八鄉南		/

北區
- N01      聯和墟	羅世恩
- N02      粉嶺市	/
- N03      祥華		莫兆麟
- N04      華都	        潘忠賢
- N05      華明		黃良喜
- N06      欣盛	        劉德昌
- N07      盛福	        岑永根
- N08      上水鄉郊	嚴志恆
- N09      御太		周錦紹
- N10      彩園		洪銘倫
- N11      石湖墟	黃成智
- N12      天平西	區維坤
- N13      鳳翠		/
- N14      沙打		/
- N15      天平東	余智成
- N16      皇后山	 /

大埔區
- P01     大埔墟		曾國豐
- P02     大埔中		鄭家富
- P03     頌汀	        李宛蓉
- P04     大元      	/
- P05     富亨		伍展邦
- P06     怡富           任啟邦
- P07     富明新	        關永業
- P08     廣福及寶湖	區鎮樺
- P09     宏福		黎卓賢
- P10     大埔滘		/
- P11     運頭塘	        李志成
- P12     新富		鄭梓橋
- P13     林村谷		/
- P14     寶雅		/
- P15     太和		/
- P16     舊墟及太湖	黃俊煒
- P17     康樂園		/
- P18     船灣  		/
- P19     西貢北		/

西貢區
- Q01     西貢市中心	/
- Q02     白沙灣	       徐應輝
- Q03     西貢離島	  /
- Q04     坑口東		/
- Q05     坑口西          /
- Q06     環保            黃華舜
- Q07     維都	        彭淑儀
- Q08     健善		梁里
- Q09     彩健		/
- Q10     澳唐		張國強
- Q11     富君		陸平才
- Q12     南安		/
- Q13     康景    	林少忠
- Q14     翠林		石志強
- Q15     寶林		/
- Q16     欣英	        符偉樂
- Q17     運亨		范國威
- Q18     景林  		林咏然
- Q19     厚德	        /
- Q20     富藍		/
- Q21     德明		張寶合
- Q22     尚德		/
- Q23     廣明		柯耀林

沙田區
- R01     沙田市中心	衛慶祥
- R02     瀝源		藍凱欣
- R03     禾輋邨	        /
- R04     第一城		李永成
- R05     愉城		劉帶生
- R06     王屋           周偉東
- R07     沙角	        /
- R08     博康		彭少英
- R09     乙明		張麗華
- R10     秦豐		/
- R11     新田圍		程張迎
- R12     翠田		馬愉生
- R13     顯嘉		莫偉雄
- R14     下城門		甄永樂
- R15     徑口		/
- R16     田心	        /
- R17     新翠		李世鴻
- R18     大圍  		梁永雄
- R19     松田		曾健超
- R20     穗禾		李瑞霞        查錫我
- R21     火炭		蔡耀昌
- R22     駿馬		廖志凌
- R23     頌安		勞潤明
- R24     錦濤		何淑萍
- R25     新港城 	陳家健
- R26     利安		熊柏基
- R27     富龍		李少玲
- R28     錦英		王學今
- R29     耀安		丁士元
- R30     恆安		鄭則文
- R31     鞍泰		李立航
- R32     大水坑		容溟舟
- R33     愉欣		林致興
- R34     碧湖		劉偉倫
- R35     廣康		郭紹傑
- R36     廣源		/

葵青區
- S01     葵興	        梁志成
- S02     葵盛東邨	周偉雄
- S03     上大窩口	許祺祥
- S04     下大窩口       黃炳權
- S05     葵涌邨        黃潤達    林立志
- S06     石蔭	        尹兆堅
- S07     安蔭		梁永權
- S08     新石籬		梁國華
- S09     石籬		林紹輝
- S10     大白田		徐生雄
- S11     葵芳		梁耀忠
- S12     華麗		/
- S13     荔華		李永達
- S14     祖堯		/
- S15     興芳	        吳劍昇
- S16     荔景		周奕希
- S17     葵盛西邨  	林漢權
- S18     安灝		何國良
- S19     偉盈		/
- S20     青衣邨		/
- S21     翠怡		王雪盈
- S22     長青		/
- S23     長康		張慧媚
- S24     盛康		鄧綺雯
- S25     青衣南		黃光武
- S26     長亨		馮家駒
- S27     青發		/
- S28     長安		劉碧堅

離島區
- T01     大嶼山		/
- T02     逸東邨北	郭平
- T03     逸東邨南	徐正權   李樹賢
- T04     東涌北		林有嫺  黃光義
- T05     東涌南		安劍英
- T06     愉景灣		容詠嫦
- T07     坪洲及喜靈洲	陳智連
- T08     南丫及蒲台	/
- T09     長洲南		郭卓堅
- T10     長洲北		/

## 資料來源
1. ↑  民主派指政府圖淡化區選[]

## 外部連結
- 07區選全民監察網站 （页面存档备份，存于）